# Јан Митленер
Јан Митленер (чеш. Jan Mittlöhner; 1902. — непознат) је био чехословачки скијаш.
Јан је био је члан националног олимпијског тима заједно са Бохуславом Јосифеком, Јозефом Бимом и Карелом Бухтом војне патроле на Зимским олимпијским играма 1924. Те године чехословачки тим је освојио четврто место. 